# Beautiful People (песня Давида Гетта и Сии)
«Beautiful People» — песня французского диджея Давида Гетта и австралийской певицы Сии. Песня была выпущена 7 марта 2025 года лейблом What a Music. Авторами выступили Сиа, Гетта, Stargate и Тимофей Резников, последние трое — продюсерами.

## Предыстория
Давид Гетта ранее сотрудничал с Sia над синглами «Titanium», «She Wolf (Falling to Pieces)», «Bang My Head», «Helium», «Flames», «Let’s Love» и «Floating Through Space». Песня была первоначально просочилась в 2013 году, Гетта представил демо-версию песни в Бангкоке.
Когда в 2017 году её спросили, продюсировал ли Гетта песню, Сиа написала в Твиттере:
Beautiful People — не Давид Гетта, это было просто демо, которое я написала для поп-исполнителя. Теперь это стало пустой тратой рабочего дня, так как оно просочилось!
— Сиа в Твиттере

## Музыкальное видео
Режиссёром музыкального видео выступил Дэниэл Аскилл, хореографом — Джейкоб Джонас. Оно вышло 13 марта 2025 года Видео показывает тринадцать танцоров с их интерпретирующим танцем, который выражает быть «красивыми людьми». Съемки проходили на Городском рынке Лос-Анджелеса.

## Список композиций
- Digital download and streaming

1. "Beautiful People" – 3:08
2. "Beautiful People" (Extended) – 4:21

## Участники записи
- Давид Гетта – продюсер, автор, программирование
- Сиа Фёрлер – вокал, автор
- Stargate – продюсер, автор, программирование
- Тимофей Резников – продюсер, программирование, мастеринг, автор, микширование

## Чарты
| Чарт (2025)                                  | Высшая позиция |
| -------------------------------------------- | -------------- |
| Бельгия/Фландрия (Ultratop 50)               | 22             |
| Германия (GfK)                               | 73             |
| Япония Japan Hot Overseas (Billboard Japan)  | 17             |
| Латвия Latvia Airplay (TopHit)               | 50             |
| Новая Зеландия Hot Singles (RMNZ)            | 14             |
| Сан-Марино (SMRTV Top 50)                    | 33             |
| Швеция Sweden Heatseeker (Sverigetopplistan) | 7              |
| Швейцария (Schweizer Hitparade)              | 40             |
| Великобритания (OCC UK Singles)              | 76             |
| Великобритания (OCC UK Dance)                | 17             |
| США (Billboard Hot Dance/Electronic Songs)   | 8              |